# Misie sui iuris Lunda
Misie sui iuris Lunda byla misie římskokatolické církve, nacházející se v Angole.

## Historie
Roku 1900 byla papežem Lvem XIII. založena misie, z části území apoštolské prefektury Dolní Kongo v Cubangu.
Dne 4. září 1940 byla misie zrušena a její území přesunuto do arcidiecéze Luanda.

## Seznam superiorů
- Giovanni Cardona, C.S.Sp. (1926 - 1940)